# The Making Over of Geoffrey Manning
The Making Over of Geoffrey Manning è un film muto del 1915 diretto da Harry Davenport.
L'attrice Kate Davenport, qui al suo debutto in una breve carriera cinematografica, è la figlia del regista.

## Produzione
Il film fu prodotto dalla Vitagraph Company of America e venne girato nel 1915.

## Distribuzione
Il copyright del film, richiesto dalla The Vitagraph Co. of America, fu registrato l'8 dicembre 1915 con il numero LP7187.
Distribuito dalla V-L-S-E, il film uscì nelle sale cinematografiche degli Stati Uniti il 27 dicembre 1915.